# O Herre, kom, som du kom i fordom tid
O Herre, kom, som du kom i fordom tid är en sång från 1944 med text och musik av Paul Viktor Anefelt.

## Publicerad i
- Frälsningsarméns sångbok 1968 som nr 208 under rubriken "Helgelse".
- Frälsningsarméns sångbok 1990 som nr 437 under rubriken "Helgelse".
- Sångboken 1998 som nr 95.